# Plácido
Pour les articles homonymes, voir Placido (homonymie).
Pour plus de détails, voir Fiche technique et Distribution.
Plácido est un film espagnol de Luis García Berlanga réalisé en 1961, tourné à Manrèse, en Catalogne.

## Synopsis
À la veille de Noël, un industriel, spécialisé dans la production de casseroles, organise une grande campagne de charité avec pour slogan : « Invitez un clochard à dîner pour les fêtes ! » Afin de remplir cette mission, l'entreprise embauche un modeste travailleur endetté, Plácido Alonso, chargé d'organiser l'opération… et aucune charité ne lui est faite. Durant toute cette soirée de Noël, chaque fois que Plácido demande le paiement de son travail, il ne peut l'obtenir.

## Fiche technique
- Titre : Plácido
- Réalisation : Luis García Berlanga
- Scénario : Luis García Berlanga, Rafael Azcona, José Luis Colina et José Luis Font
- Production : Alfredo Matas pour Jet Films
- Musique : Miguel Asins Arbó
- Photo : Francisco Sempere
- Noir et blanc, son mono
- Pays :  Espagne
- Durée : 87 minutes
- Dates de sortie : 20 octobre 1961 à Barcelone ; mai 1962 au Festival de Cannes

## Distribution
- Cassen : Plácido Alonso
- José Luis López Vázquez : Gabino Quintanilla
- Elvira Quintillá : Emilia
- Amelia de la Torre : Doña Encarna de Galán
- Manuel Alexandre : Julián Alonso
- José María Caffarel : Zapater
- Amparo Soler Leal : Marilú Martínez

## Commentaire
- Plácido inaugure l'heureuse collaboration du scénariste Rafael Azcona avec le réalisateur Luis García Berlanga. « Plácido naquit de la campagne imaginée par le régime franquiste qui, sous le slogan "recevez un pauvre à votre table", prétendait renforcer dans le pays un sentiment de charité envers les plus nécessiteux. »[2]
- Ici, « l'humour se fait désormais grinçant, le rire dissimule à peine un pessimisme profond. La charité, valeur chrétienne par excellence, s'y trouve mise au pilori. »[3] « C'est aussi le récit d'une Espagne sur le point d'entrer dans une politique de développement à outrance, incapable de cacher son âme rétrograde face à l'avidité suscitée par un bien-être matériel », écrit Llorenç Esteve de Udaeta, qui ajoute qu'afin de rendre le film « plus digeste pour la censure », Berlanga adopta le ton de la comédie. Mais, « cette cape de comédie n'est pas une simple nuance, mais plutôt la caisse de résonance » d'un tableau dénué de l'optimisme de ses précédentes réalisations[4].

## Distinction
- Nommé pour l'Oscar du meilleur film en langue étrangère à la 34e cérémonie des Oscars[5]